# Fengtai-Softballstadion

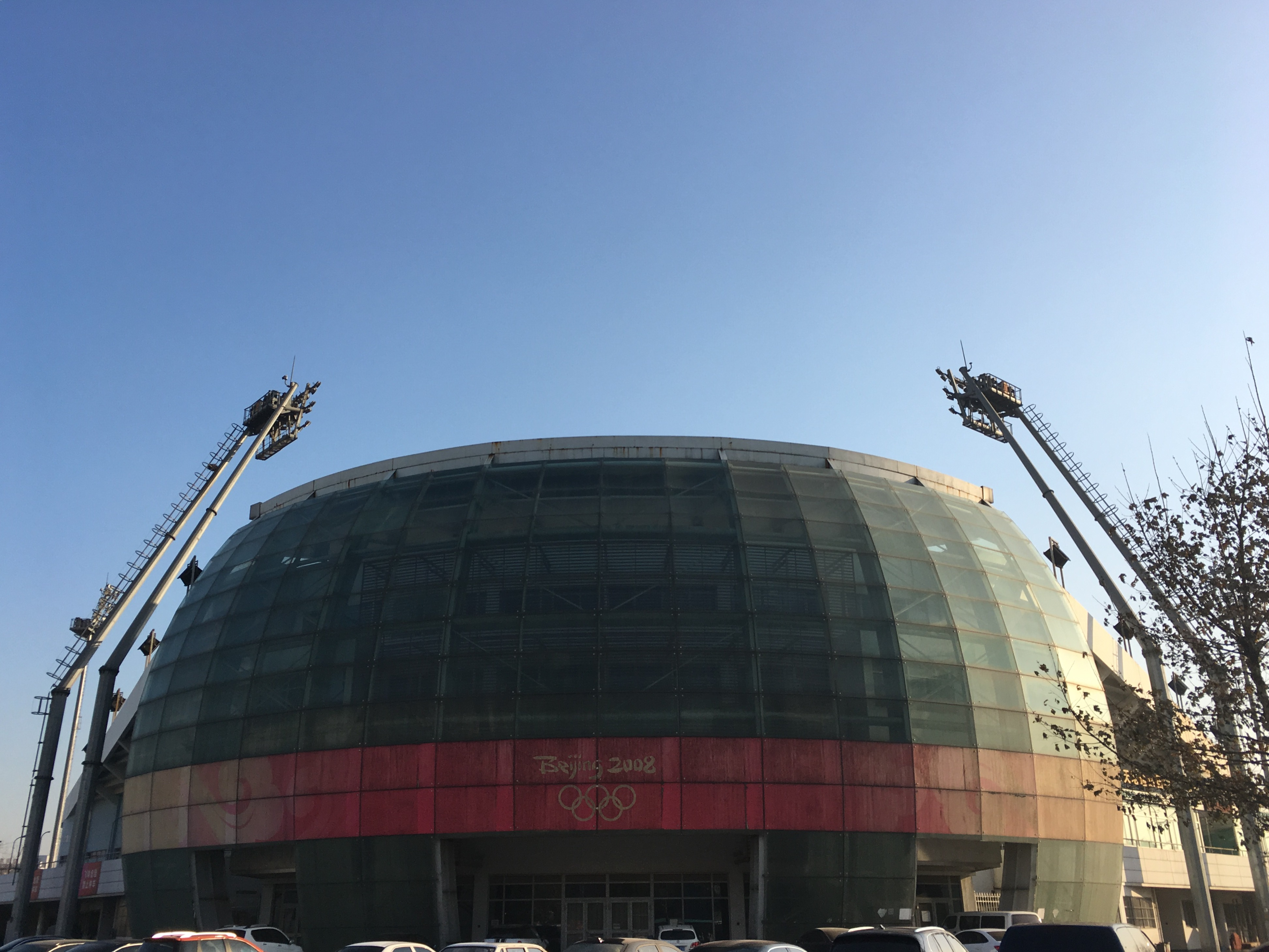
Das Fengtai-Softballstadion (2016)

Das Fengtai-Softballstadion (chinesisch 豐台壘球場, Pinyin fēngtái lĕiqiúchăng) ist eine Sportstätte für Softball in Peking. Das Stadion ist ein Austragungsort der Olympischen Sommerspiele 2008.
Die Fläche des Stadions, das 10.000 Zuschauern Platz bietet, beträgt 15.570 Quadratmeter. Daneben gibt es ein Reservestadion mit 3500 Sitzplätzen. Das Stadion bestand bereits, wurde aber vom 28. Juli 2005 an bis 2006 für die Olympischen Spiele renoviert. Zuvor fanden dort schon die Asienspiele 1990 und die Softball-Weltmeisterschaft 1992 statt.